# Griffith Park Fire

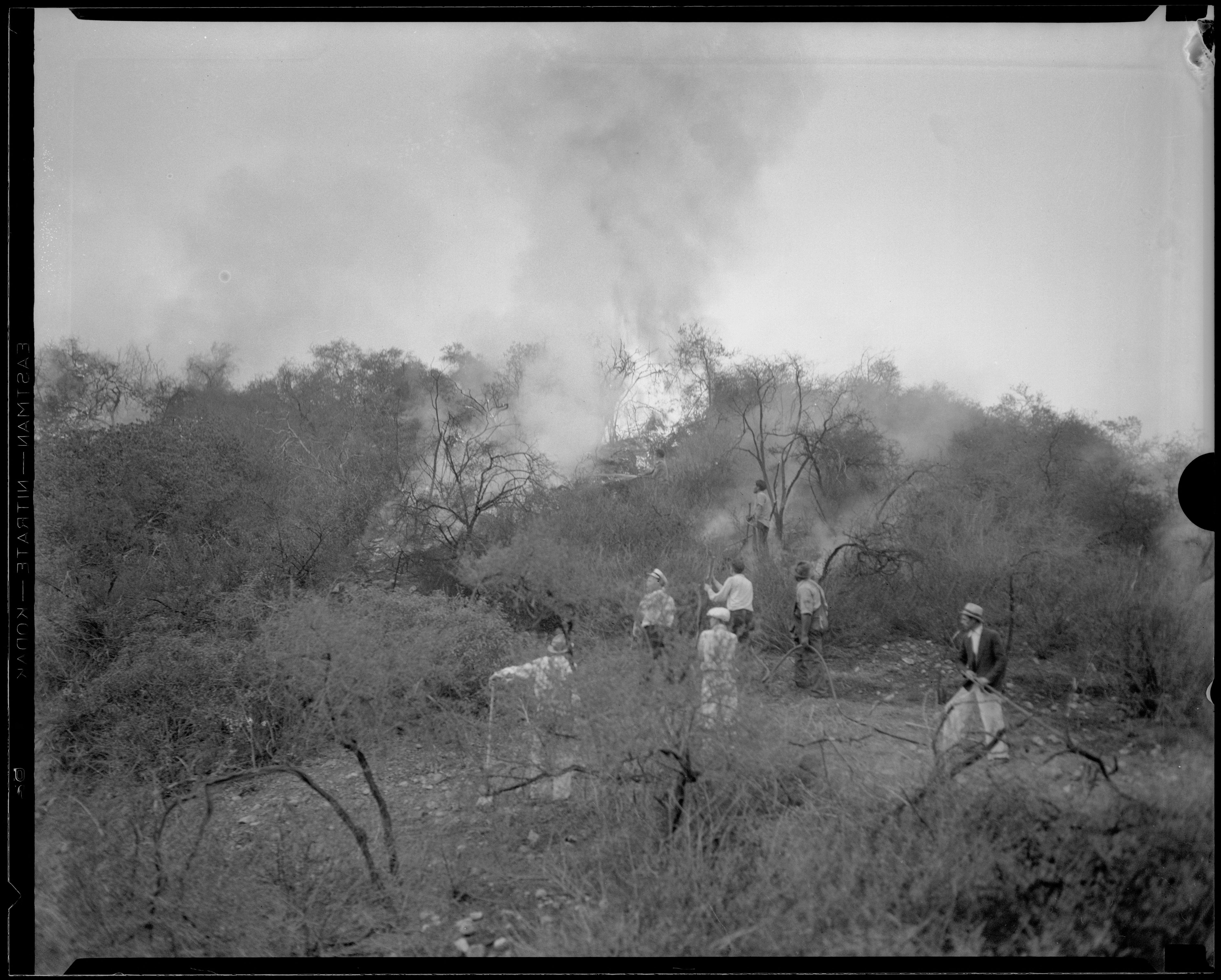
Arbeiter unterhalb des Feuers

Das Griffith Park Fire war ein verheerender Waldbrand am 3. Oktober 1933 im Griffith Park in Los Angeles. Obwohl nur eine relativ kleine Fläche von 19,4 Hektar vom Feuer betroffen war, starben mindestens 29 Menschen bei der Brandbekämpfung. Es handelt sich hierbei um das Feuer mit den meisten Todesopfern in Kalifornien bis zum Camp Fire.

## Ursachen und Verlauf des Feuers
Im Oktober 1933 arbeiteten täglich rund 3700 Menschen im Griffith Park. Sie wurden von der Reconstruction Finance Corporation im Rahmen der staatlichen Maßnahmen des New Deal bezahlt, um Buschwerk zu entfernen und Wege im Park anzulegen. Die meisten von ihnen waren Tagelöhner, die schwer von der Great Depression betroffen waren.
Der 3. Oktober 1933 war ein außergewöhnlich warmer und trockener Tag. Dies wurde durch aufkommende Santa-Ana-Winde noch verstärkt. Gegen 14:00 Uhr wurde vom ansässigen Golfplatz aus Rauch gesichtet und Angestellte des Parks versuchten die Ursache festzustellen. Gegen 14:15 Uhr konnte das Feuer im Mineral Wells Canyon lokalisiert werden. Zu dem Zeitpunkt war der Brand noch in der Entstehungsphase, jedoch führten die Winde schnell zu einer unkontrollierten Ausbreitung. Obwohl die ersten Arbeiter schnell mit der Brandbekämpfung begannen, konnte das Feuer nicht mehr gelöscht werden. Dies lag zum einen an der mangelnden Ausrüstung, da sie nur Hände und Schaufeln zur Verfügung hatten und an ihrer vollkommenen Unerfahrenheit bei der Brandbekämpfung.
Gegen 14:26 Uhr traf die Feuerwehr am Ort des Geschehens ein. Sie fanden ein Chaos vor, da die Arbeiter augenscheinlich ohne Führung und Sachverstand arbeiteten. Zu diesem Zeitpunkt hatte das Feuer bereits auf den Dam Canyon übergegriffen. Von der Feuerwehr wurde nun versucht Ordnung in das Chaos zu bringen, jedoch konnten die wenigen Berufsfeuerwehrmänner nicht die 3000 unerfahrenen Helfer anleiten und gleichzeitig das Feuer bekämpfen. Zudem litt die Motivation der Freiwilligen, da diese teilweise durch ihre Vorarbeiter mit Gewalt zur Brandbekämpfung gezwungen wurden.
Als der Wind schließlich um 15:00 Uhr drehte, bewegte sich im Mineral Wells Canyon die Flammenwand direkt auf die Männer zu. Viele versuchten bergauf den Flammen zu entkommen. Sie wurden jedoch eingeholt und starben an Ort und Stelle. Im Dam Canyon wurden mehrere Männer durch die Flammen eingeschlossen und hatten keine Chance zu entkommen. Erschwert wurde die Situation durch mehrere Gegenfeuer, die im Park gelegt wurden. Sie gerieten ebenfalls außer Kontrolle und schlossen weitere Männer ein.
Gegen Abend flauten die Winde ab und in der Nacht konnte das Feuer schließlich unter Kontrolle gebracht und gelöscht werden.

## Auswirkungen
Zuerst ging man von 80 Getöteten aus; es dauerte drei Wochen alle Toten zu identifizieren und die genaue Todeszahl zu ermitteln. Mindestens 27 Menschen starben im Park und zwei weitere in den umliegenden Krankenhäusern. 150 weitere Arbeiter wurden verletzt. Von der International Labor Defense League und mehreren Arbeitern wurden eine deutlich höhere Zahl an Toten genannt. Hierfür konnten aber keine Beweise erbracht werden.
Vor allem die Vormänner der Reconstruction Finance Corporation gerieten nach den Vorfällen in die Kritik. Ihnen wurde vorgeworfen, die Arbeiter fahrlässig in den Tod geschickt zu haben. Zudem wurden sie beschuldigt, für die unfachmännischen Gegenfeuer verantwortlich gewesen zu sein. Auch die schiere Anzahl der eingesetzten Arbeiter wurde kritisiert. Die Anzahl führte dazu, dass nicht mehr alle rechtzeitig evakuiert werden konnten und machte es für die Berufsfeuerwehr unmöglich, die Lage unter Kontrolle zu bringen.
Im Los Angeles Herald war folgender Nachruf zu lesen:

“They were unemployed men working there in Griffith Park. They were laborers and clerks and executives and even ministers. In their hearts a little candle of hope had been burning again because they had a chance to earn a little money.
It was only a brush fire that they were asked to extinguish. It was the sort that skilled fireworkers know how to handle. But the men in the park weren't fire fighters. They did not know that canyons become flutes in a brush fire, or that flames travel with such deadly swiftness over grass and trees grown brittle with the summer drought.
It was work. That was all that mattered.”

„Sie waren arbeitslose Menschen, die dort im Griffith Park arbeiteten. Sie waren Hilfsarbeiter, Angestellte und Direktoren, ja sogar Minister. In ihren Herzen loderte eine kleine Flamme der Hoffnung, die erneut brannte, da sie eine Chance zum Geldverdienen erhielten.
Es war nur ein Buschfeuer, welches sie löschen sollten. Es war die Sorte Feuer, mit denen erfahrene Feuerwehrmänner umgehen können. Aber die Männer im Park waren keine Feuerwehrleute. Sie wussten nicht, dass Schluchten bei einem Buschfeuer zu Engstellen werden, oder dass Flammen mit einer tödlichen Leichtigkeit über das ausgetrocknete Gras und die Bäume wandern können.
Es war Arbeit. Das war alles, was zählte.“

Die Ursache des Feuers konnte nicht abschließend geklärt werden.

## Gedenken
Im November 1933 wurde ein Baum gepflanzt und an diesem eine bronzene Gedenkplakette für die Opfer befestigt. Die Plakette ging im Laufe der Zeit verloren.
Im Jahr 1935 stiftete Präsident Franklin D. Roosevelt eine Skulptur zum Gedenken an die Opfer. Diese wurde drei Jahre später bei einer Überflutung zerstört.
Im Jahr 2007 wurde schließlich durch die Stadt Los Angeles im Beisein eines Überlebenden erneut ein Gedenkbaum gepflanzt.